# Атміс
Атмі́с (рос. Атмис) — село у складі Нижньоломовського району Пензенської області, Росія.
Населення — 683 особи (2010; 746 у 2002).
Національний склад станом на 2002 рік:
- росіяни — 97 %